# Клас-Ян Гюнтелар
Клас-Ян Гюнтелар (нід. Klaas-Jan Huntelaar; нар. 12 серпня 1983, Вор-Дремпт) — нідерландський футболіст, нападник. Грав за збірну Нідерландів.
У чемпіонатах Нідерландів 2005/06 і 2007/08 років він забив по 33 голи і став найкращим бомбардиром першості.
Гюнтелар ставав гравцем року в Нідерландах і гравцем року «Аякса» в 2006 році, він грав за молодіжну збірну Нідерландів, яка виграла в 2006 році чемпіонат Європи, Клас-Ян став найкращим бомбардиром турніру. Він також був зарахований одним з двох нападників до символічної збірної турніру. Він є найкращим бомбардиром молодіжної збірної Нідерландів з 18 голами в 22 матчах.
Срібний призер Чемпіонату світу 2010 року і бронзовий призер Чемпіонату світу 2014 у складі збірної Нідерландів.

## Клубна кар'єра
У сезоні 1997/98 14-річний Гюнтелар був основним нападником молодіжної команди «Де Графсхап» і забив 33 голи в 20 матчах. У наступному сезоні його включили до дублюючого складу клубу, і в сезоні 1999/2000 він став найкращим бомбардиром ліги з 31 голом.
У 2000 році Гюнтелар перейшов до молодіжного складу ПСВ. Він переїхав до Ейндховена з умовою, що клуб надасть житло його родині. У своєму першому сезоні в ПСВ гравець швидко зарекомендував себе як хороший форвард, забивши 26 голів у 23 іграх і став найкращим бомбардиром у молодіжній лізі. У другому сезоні за ПСВ Гюнтелар був зарахований в основну команду, якою керував Гус Хіддінк. Дебютував за основну команду 23 листопада 2002 в матчі проти «Розендал». Гюнтелар вийшов на заміну у другому таймі замість Матея Кежмана на 76-й хвилині. Однак, цей матч виявився для нього першим і останнім у складі ПСВ.
На початку 2003 року, Гюнтелара відправили в оренду до його попереднього клубу «Де Графсхап», де його дядько був фінансовим директором. Він дебютував за «Де Графсхап» 8 лютого 2003 року, вийшовши на заміну проти «Розендаля». Єдиний раз Клас-Ян вийшов у стартовому складі 16 лютого 2003 року, коли «Де Графсхап» був розбитий його майбутнім клубом «Геренвен» з рахунком 1:5. Востаннє з’явився в команді 29 травня 2003 року, коли «Де Графсхап» програв «Зволле» з рахунком 1:2. Загалом Гюнтелар провів дев'ять матчів за клуб, один раз у стартовому складі решта під час замін, але без забитих голів, тож «Де Графсхап» вирішив не продовжувати оренду.
На початку сезону 2003–2004 років Гюнтелара на правах оренди перейшов цього разу до команди «Апелдорн», яка нещодавно підвищилася в перший дивізіон, під керівництвом Юррі Колхофа. Він добре стартував, забив у своєму дебюті за клуб проти «Осса», а потім зробив хет-трик у грі проти «Гераклеса». Гюнтелар забив 26 голів у 35 матчах у чемпіонаті та завершив сезон як найкращий бомбардир дивізіону, а також був визнаний гравцем сезону за версією Eerste Divisie. Пізніше «Апелдорн» назвав одну з трибун свого стадіону Sportpark Berg & Bos на честь Класа-Яна, як знак його впливу на клуб. 
У січні 2006 року Гюнтелар підписав контракт з «Аяксом». Сума трансферу склала 9 млн євро. Дебютував за новий клуб 5 лютого 2006 в матчі проти свого попереднього клубу, «Геренвен». У лютому Гюнтелар забив дев'ять голів у семи матчах за «Аякс», в тому числі в матчі Ліги чемпіонів проти «Інтера».
У липні 2006 року Гюнтелар став першим гравцем, який забив на новому стадіоні «Арсеналу» «Емірейтс Стедіум» у прощальному матчі Дениса Бергкампа. Гюнтелара обрали віце-капітаном «Аякса» у сезоні 2006/07.
На початку сезону 2008/09 Марко ван Бастен став тренером «Аякса» і Гюнтелар став капітаном команди.
На початку грудня 2008 року «Реал (Мадрид)» досяг угоди з «Аяксом» про трансфер Гюнтелара в січні. Вартість склала 20 млн євро. Клас-Ян дебютував за новий клуб 4 січня 2009 в матчі проти «Вільярреала».
У серпні 2009 року нападник був проданий «Мілану», за 15 млн євро. 14 серпня 2009 Клас-Ян дебютував у «Мілані» у матчі товариського турніру. Початок сезону нідерландець пропустив через травму. 29 серпня дебютував за «Мілан» в чемпіонаті, вийшовши на заміну в матчі проти «Інтернаціонале».
31 серпня 2010 німецький клуб «Шальке 04» і «Мілан» досягли угоди про продаж Гюнтелара за 14 млн євро. 19 вересня 2010 він забив свій перший гол за «Шальке» в матчі проти дортмундської «Боруссії».
1 червня 2017 року залишив «Шальке 04» і повернувся в «Аякс», контракт із 33-річним футболістом був підписаний на один рік. У 2019 році Гюнтелар став чемпіоном Нідерландів, Кубка та Суперкубку Нідерландів. 12 грудня 2020 року нападник оголосив про завершення професійної кар'єри після закінчення сезону 2020/2021. 14 січня 2021 забив два голи за три хвилини і приніс «Аяксу» перемогу над «Твенте».
19 січня 2021 року, «Шальке 04» оголосив про підписання договору з Гюнтеларом до кінця сезону. 30 січня дебютував за клуб у зустрічі проти бременського «Вердера». Після голу в програному матчі проти «Байєр 04», нідерландський нападник став найстаршим автором голу в історії «Шальке 04». 15 травня гол Гюнтелара допоміг здобути вольову перемогу над клубом «Айнтрахт» (Франкфурт). 3 червня 2021 року, «Шальке 04» оголосив про те, що не продовжуватиме оренду нідерландського нападника після вильоту до Другої Бундесліги. У березні 2022 року, стало відомо, що Гюнтелар увійшов до керівництва «Аякс» і обійняв посаду в спортивному відділі клубу, замінивши на цій посаді звільненого Марка Овермарса.

## Особисте життя
Гюнтелар з 2000 року у відносинах з Медді Схолдерман, 28 січня 2001 шлюб був узаконений. До весілля Медді працювала в амстердамської школі для дітей з обмеженими можливостями. 9 квітня 2009 незадовго до від'їзду з Мадрида у пари народилася перша дитина, хлопчик на ім'я Себ, за словами Медді, вони були дуже щасливі. 20 липня 2011 у них народився другий син Аксель.

## Титули і досягнення
«Аякс»
- Ередивізі
  - Чемпіон: 2018-19
- Кубок Нідерландів

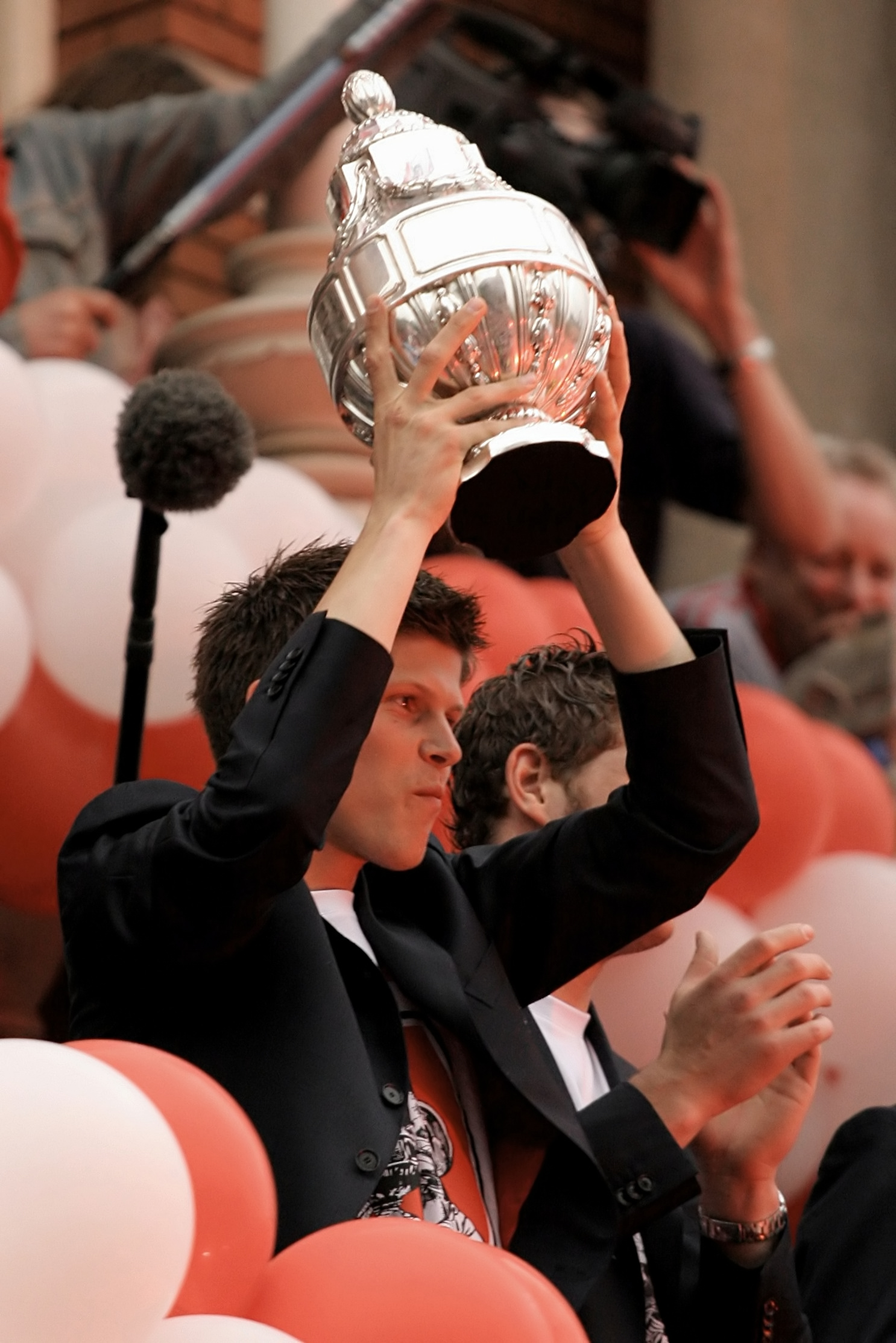
Гюнтелар з Кубком Нідерландів

  - Володар (3): 2005–06, 2006–07, 2018-19
- Суперкубок Нідерландів
  - Володар (3): 2006, 2007, 2019

 «Шальке»
- Кубок Німеччини
  - Володар: 2010–11
- Суперкубок Німеччини
  - Володар: 2011

 Збірна Нідерландів
- Чемпіонат світу
  - Срібний призер: 2010
  - Бронзовий призер: 2014

- Чемпіон Європи (U-21): 2006
- Найкращий бомбардир Ередивізі (2): 2005–06, 2007–08
- Найкращий бомбардир Чемпіонату Німеччини: 2011–12